# LG G3
LG G3（エルジー ジースリー）とは、韓国のLGエレクトロニクスによって開発されたAndroid搭載スマートフォンである。

## 概要
LG G3は、2013年に発売されたLG G2の後続機種である。2014年5月27日に発表され、次の28日に韓国で最初に発売した。
画面のベゼル幅や背面の電源ボタン、及びボリュームボタンなどは、LG G2の仕様が引き継がれている。他社から発表される端末と差別化を図るために、ディスプレイ解像度は1440pになっており、フルHDを超える高解像度となっている。カメラには赤外線を使ったオートフォーカス機能をもつ。

## 仕様

### ハードウェア
G3のカバーはメタリックデザインになっているが、本物の金属ではなくポリカーボネートと呼ばれるプラスチックが使われている。カラーバリエーションは、ブラック、ホワイト、ワインレッド、ブラウンがある。G2と比較すると、本体は丸みのあるシンプルなデザインとなっている。ディスプレイは5.5インチのWQHD（1440p）のIPS液晶を搭載しており、この解像度のディスプレイを持つスマートフォンは、LG G3が世界初である。ベゼル幅も持ちやすさを重視され、最小限の幅に設計されている。
CPUには、Qualcomm Snapdragon 801 の2.5GHz 4コアを搭載する。メモリは3GBを搭載しているが、これは32GBモデルのみである。16GBのローカライズモデルについては、メモリが2GBに減らされている。バッテリーは3000mAhを搭載し、カバーも外せるためバッテリーの交換が出来るようになっている。ストレージは、MicroSDXCで128GBまで容量を増やすことができる。1300万画素の背面カメラは、光学手ブレ補正、オートフォーカスに加えて、新しく赤外線を使ったオートフォーカス補助機能が追加された。これは赤外線を照射して撮影対象との距離を測るため、暗い場所でも精度の高いオートフォーカスが可能である。また赤外線に不向きなシーンでは、従来のコントラストオートフォーカスが使われる。
また米国と韓国で販売されるモデルを除いて、ワイヤレス充電Qiに対応している。

### ソフトウェア
G3のオペレーティングシステムは、Android 4.4 KitKatが搭載されている。2014年11月には、グローバルモデルがAndroid 5.0にアップデートされ、11月24日には韓国内のキャリアモデルに向けてもアップデートを提供開始した。Android 6.0のアップデートを2016年からポーランド等の一部の国に配信され、順次他の国にアップデートを提供開始している。
ユーザーインターフェースは、アプリアイコンやフォントなどが先代モデルよりもシンプルになっている。G3に新たに搭載された機能として、インテリジェントパーソナルアシストが追加された。

### ローカライズモデル
米国で発売されたモデルは4種類あり、AT&T、T-モバイル、ベライゾン・ワイヤレス、スプリントから販売されている。このうちスプリント向けのモデルだけ、キャリア独自のアプリやロゴなどがなくなっており、最もピュアなLG G3となっている。米国では2014年7月に発売された。
日本国内では、auブランドを展開するKDDIおよび沖縄セルラー電話によって販売されている。このモデルもLG G3をベースとしているが、isai FLというau独自ブランドで展開されている。メモリは2GBに減らされており、ワンセグ、フルセグ、赤外線通信機能、au独自アプリなど、日本国内向けの機能にローカライズされている。